# Międzynarodowy Dzień Demokracji
Międzynarodowy Dzień Demokracji (ang. International Day of Democracy) – święto obchodzone corocznie 15 września, ustanowione przez Zgromadzenie Ogólne ONZ 8 listopada 2007 roku (rezolucja A/RES/62/7) w rocznicę przyjęcia Powszechnej Deklaracji na rzecz Demokracji (Kair, 16 września 1997).
Dzień ten został zaproponowany przez przewodniczącego (pochodzącego z Kataru) Międzynarodowej Konferencji Młodych i Restaurowanych Demokracji. ONZ zachęca kraje członkowskie do obchodów Dnia Demokracji i do udziału w Międzynarodowej Konferencji.
Obchody Dnia mają na celu:
- szerzenie i umacnianie demokracji,
- wymianę doświadczeń w zakresie promowania demokracji w relacjach wzajemnych oraz w ramach systemu ONZ,
- podniesienie świadomości społeczeństwa na temat demokracji oraz jej stanu na świecie,
- oddanie hołdu ludziom walczącym o demokracje i prawa człowieka.

Podczas pierwszych obchodów w 2008 roku, Sekretarz Generalny ONZ Ban Ki-moon powiedział:

Jako Sekretarz Generalny ONZ jestem zdeterminowany by zapewnić Organizacji sposobność podejmowania globalnych działań w każdej możliwej sytuacji, które pomogą ludziom i narodom na całym świecie w budowaniu i wzmacnianiu systemów demokratycznych. Doświadczenie wciąż uczy nas, że demokracja jest niezbędna do osiągnięcia fundamentalnych celów, jakimi są pokój, przestrzeganie praw człowieka i rozwój.